# Abu Salt de Denia
Abu l-Salt ibn Umayya al-Dani (Denia, c. 1067-Mahdiyya (Túnez), 23 de octubre de 1134), conocido comúnmente como Abu Salt de Denia, fue un eminente polígrafo y enciclopedista andalusí.

## Vida
Se formó en diversas disciplinas en Denia bajo el gobierno de Iqbal al-Dawla, según sus biógrafos con maestros de gran erudición, como Abu l-Walid al-Waqqasi. Posteriormente completó sus saberes en otras ciudades de Al-Ándalus, entre las cuales pudo figurar Sevilla. 
Hacia 1095 viajó a Oriente buscando ampliar sus conocimientos. Residió alrededor de veinte años en Egipto, donde completó sus estudios en El Cairo y Alejandría y con viajes a Siria e Irak. En esta época profundizaría en el conocimiento de los filósofos griegos, especialmente en el ámbito de la lógica aristotélica. En torno a 1112 se trasladó definitivamente a Mahdiyya, en el este del actual Túnez, donde fue protegido por la dinastía zirí reinante, dedicándose a la medicina y a la música hasta su muerte en 1134.

## Obra
Entre su obra cabe destacar una antología de poemas andalusíes, una obra geográfica sobre Egipto, un tratado médico, el Libro de los medicamentos simples, opúsculos sobre Geometría y Astronomía y un importante escrito sobre lógica: Rectificación de la mente.
En el terreno musical, fue un importante maestro de música andalusí, cuya tradición permanece hasta nuestros días en la música maluf. Destacó como virtuoso del laúd y compositor de letra y música de moaxajas. Como teórico escribió Epístola acerca de la música en Mahdiyya, una obra que influyó intensamente en al-Ándalus, adonde siguió viajando periódicamente.
Numerosas de sus obras, de carácter divulgador y enciclopédico, fueron traducidas al latín y al hebreo por sefardíes inmigrados a Zaragoza y Francia.